# Ribarići (Višnjan)
Ribarići su naselje u općini Višnjan u Istarskoj županiji u Hrvatskoj.

## Povijest
Do teritorijalnog preustroja Hrvatske bili su u sastavu stare općine Poreč. Kao samostalno naselje Ribarići se javljaju od popisa stanovništva 2011. godine.

## Stanovništvo
Pri popisima stanovništva 2011. i 2021. godine Ribarići nisu imali stanovnika. 